# Manuel Luis de Oliden
Manuel Luis de Oliden Reniel (Buenos Aires, Virreinato del Río de la Plata, 19 de julio de 1784 -  Chascomús, Argentina, 15 de noviembre de 1869) fue un militar y político argentino, de importancia durante el proceso de Independencia. 
Entre 19 de mayo de 1815 y 8 de junio de 1818 Manuel Luis de Oliden fue gobernador de Buenos Aires luego de que lo haya asumido el Cabildo de Buenos Aires y hasta el nombramiento de José Rondeau.

## Biografía
Manuel Luis de Oliden había nacido el 19 de julio de 1784 en la ciudad de Buenos Aires, capital de la intendencia homónima y a su vez del Virreinato del Río de la Plata, en el seno de una adinerada familia porteña. Era hijo del vasco español Francisco Ignacio Oliden y Manterola (Aia de Guipúzcoa, 26 de noviembre de 1737 - Buenos Aires, 7 de octubre de 1816) y de la hispano-argentina María Teresa Reniel y Ballesteros (Buenos Aires, 12 de octubre de 1750 - f. mayo de 1788).
Se mudó al Alto Perú en el año 1806, y se unió en matrimonio hacia 1814 con María Eustacia Amatller (n. Potosí ca. 1794), una hija del hispano-catalán Miguel de Amatller y Brancos (n. Púbol, ca. 1764), que era un rico comerciante radicado en la villa de Potosí, y de su primera esposa Manuela de la Loma.
Se graduó de doctor en Leyes con título de la Universidad Mayor Real y Pontificia San Francisco Xavier de Chuquisaca en 1808. Como jefe de las milicias urbanas de Chuquisaca apoyó la revolución del 25 de mayo de 1809, un movimiento insurreccional contra el gobernador intendente de la ciudad de Charcas, por lo que tras su fracaso sufrió persecución, la confiscación de sus bienes y tuvo que radicarse en Buenos Aires.
Una vez en Buenos Aires participó de los movimientos de la Revolución de Mayo y en 1812 formó y financió el Cuerpo de Decididos Voluntarios donde reunió milicias con las que se incorporó a la columna de Manuel Belgrano después de la Batalla de Salta. Durante la guerra de la independencia fue ascendido a coronel honorario.
Al volver a Buenos Aires en 1815 fue nombrado regidor del Cabildo de Buenos Aires y gobernador intendente de Buenos Aires. Durante su gobierno fomentó las finanzas y la educación pública, y programó el trazo de la ciudad de Quilmes. A principios de 1816 se le nombró miembro de la comisión de Seguridad Individual —conjuntamente con el doctor Miguel Mariano de Villegas y Juan García de Cossio— y no aceptó ser diputado por Buenos Aires en el Congreso de Tucumán. Abandonó el cargo de gobernador el 9 de junio de 1818, siéndole concedidos honores por el general acuerdo con su desempeño. 
Luego de la batalla de Cepeda formó parte como ministro de Hacienda y de Gobierno de los breves gobiernos de Manuel de Sarratea y Miguel Estanislao Soler y participó de la firma del Tratado del Pilar.
En 1832 retornó a Bolivia, donde fundó varias ciudades en la parte oriental de aquel país, en un territorio conocido en aquel momento como Provincia de Otuquis. Retornó a la Argentina en 1854 donde se radicó en una estancia cercana a Chascomús, retirándose de la vida pública.
Tras morir el 15 de febrero de 1869 en Buenos Aires, sus restos fueron enviados al Cementerio de la Recoleta y actualmente una calle de Buenos Aires, una localidad de Brandsen y una importante avenida en la ciudad de Lomas de Zamora llevan su nombre.